# Hong Seong-heun
Det här är en artikel om en person med koreanskt personnamn; Hong är familjenamnet medan Seong-heun motsvarar ett svenskt förnamn.
Hong Seong-heun (hangul: 홍성흔), född den 21 oktober 1976, är en sydkoreansk före detta professionell basebollspelare som tog brons för Sydkorea vid olympiska sommarspelen 2000 i Sydney.
Hong representerade även Sydkorea vid World Baseball Classic 2006, där Sydkorea kom trea. Han spelade tre matcher och hade två hits på fyra at bats.